# D 805 (Türkei)
Die Straße D 805 (Devlet yolu 805) ist eine 302 km lange Straße in der Türkei. Sie führt westlich von Zile an der D 190 nach Ulukışla.

## Verlauf
Die Straße zweigt 23 km westlich von Zile von der D 190 nach Südwesten ab und führt über Çekerek an Sorgun vorbei (Kreuzung mit der D 200, Europastraße 88) und weiter nach Südsüdosten über Sarıkaya nach Boğazlıyan. Von dort verläuft sie nach Südsüdwesten zur Straße D 260, die zur West-Ost-Achse der D 300 führt, auf die sie in Boğazköprü trifft. Von der D 300 zweigt sie nach 11 km nach Süden ab, passiert İncesu und setzt sich nach Yeşilhisar fort. Von dort führt sie in die Provinzhauptstadt Niğde und weiter nach Ulukışla, wo sie nach Queren der Autobahn Otayol 21A (Europastraße 90) an der Straße D 750 endet.